# Галина (приток Прони)
Галина — река в России, протекает по Скопинскому и Пронскому районам Рязанской области. Правый приток Прони. Длина реки составляет 25 км. Площадь водосборного бассейна — 193 км².

## География
Река берёт начало у деревни Рождествено Скопинского района, в верхнем течении носит название Галина Мокрая. Течёт на север, около города Новомичуринск впадает в Новомичуринское водохранилище на реке Проне. Устье реки находится в 120 км по правому берегу реки Прони.

## Данные водного реестра
По данным государственного водного реестра России относится к Окскому бассейновому округу, водохозяйственный участок реки — Проня от истока и до устья, речной подбассейн реки — Бассейны притоков Оки до впадения Мокши. Речной бассейн реки — Ока.
Код объекта в государственном водном реестре — 09010102112110000025417.